# Liste der Geotope im Landkreis Freyung-Grafenau
Diese Liste enthält die Geotope des niederbayerischen Landkreises Freyung-Grafenau in Bayern.
Die Liste enthält die amtlichen Bezeichnungen für Namen und Nummern des Bayerischen Landesamt für Umwelt (LfU) sowie deren geographische Lage. Diese Liste ist möglicherweise unvollständig. Im Geotopkataster Bayern sind etwa 3.400 Geotope (Stand März 2020) erfasst. Das LfU sieht einige Geotope nicht für die Veröffentlichung im Internet geeignet. Einige Objekte sind zum Beispiel nicht gefahrlos zugänglich oder dürfen aus anderen Gründen nur eingeschränkt betreten werden.
| Name                                                           | Bild           | Geotop ID | Gemeinde / Lage                             | Geologische Raumeinheit   | Beschreibung | Fläche m² / Ausdehnung m | Geologie                                                                                          | Aufschlussart                  | Wert               | Schutzstatus                                           | Bemerkung                       |
| -------------------------------------------------------------- | -------------- | --------- | ------------------------------------------- | ------------------------- | --- | ------------------------ | ------------------------------------------------------------------------------------------------- | ------------------------------ | ------------------ | ------------------------------------------------------ | ------------------------------- |
| Ehemaliger Serpentinitbruch W von Guglöd                       |                | 272A004   | Sankt Oswald-Riedlhütte Position            | Hinterer Bayerischer Wald | In diesem kleinen Steinbruch wurde ehemals der als Schwarzer Kies bezeichnete Serpentinit zu Straßen- und Bahnschotter abgebaut. Das Vorkommen dieses ultrabasischen Gesteins (im Bayerischen Wald sehr selten) innerhalb der Gneise ist vermutlich an Aufschuppungen aus größerer Tiefe im Bereich von Scherungszonen gebunden. Der ehemalige Schotterbruch dient heute als geologisches Schauobjekt im Nationalpark. Auf der gegenüberliegenden Straßenseite setzt sich die Serpentinitschuppe fort. | 140 20 × 7               | Typ: Gesteinsart Art: Serpentinit                                                                 | Steinbruch                     | bedeutend          | Nationalpark, Landschaftsschutzgebiet, FFH-Gebiet      |                                 |
| Ehemalige Sandgrube im Reschwassertal NW von Mauth             |                | 272A006   | Schönbrunner Wald Position                  | Hinterer Bayerischer Wald | Das (ehemalige) geologische Demonstrationsobjekt im Nationalpark Bayerischer Wald besteht zu großen Teilen aus vergrustem Granit, in dem wollsackartige Gneisschollen eingelagert sind. Die Grube ist fast völlig zugewachsen und daher sind die Aufschlussverhältnisse inzwischen relativ schlecht. Deutlich zu erkennen sind allerdings die festeren Granitpartien, die wollsackartig aus dem stärker zersetzten Kristallingrus herauswittern. | 300 30 × 10              | Typ: Gesteinsart, Wollsackbildung Art: Granit, Kristallingrus, Gneis                              | Kiesgrube/Sandgrube            | bedeutend          | Nationalpark, Landschaftsschutzgebiet, FFH-Gebiet      |                                 |
| Aufschlüsse zwischen Innernzell und Mutzenwinkel               |                | 272A007   | Innernzell Position                         | Vorderer Bayerischer Wald | Die Umwandlung von Perlgneisen in granitoides anatektisches Gestein (palitartige Gesteine) ist hier über eine längere Strecke an Blöcken und Anstehendem stellenweise aufgeschlossen. Verschiedene Phänomene sind zu sehen: pegmatoide Schlieren, Verbleib reliktischer Schollen von Lagengneisen, Amphibolitkörper. Die besten Aufschlüsse sind direkt nördlich von Innernzell (westlich der Brücke). | 6000 300 × 20            | Typ: Gesteinsart, Kontakt, Metamorphes Gefüge Art: Gneis, Anatexit, Mylonit                       | Böschung                       | bedeutend          | Naturpark                                              |                                 |
| Steinbruch Rost am Hartberg N von Thurmansbang                 |                | 272A010   | Thurmansbang Position                       | Passauer Wald             | In dem (ehemaligen?) Granitsteinbruch wurden Granite aus dem Fürstensteiner Intrusivgebiet abgebaut. Dort tritt der so genannte Saldenburger Granit, ein porphyrischer Granit mit tafeligen Kalifeldspäten auf. In diesem Steinbruch ist die ansonsten grobkörnige Grundmasse abweichend vom Haupttyp allerdings etwas kleinkörniger. Aus dem Granit wurden Straßenbaustoffe wie Pflaster- und Randsteine, sowie Grenz- und Werksteine gefertigt. Im Randbereich sind Verwitterungsprofile aufgeschlossen. | 25000 250 × 100          | Typ: Gesteinsart, Bodenprofil Art: Granit, Granodiorit, Granitgrus                                | Steinbruch                     | bedeutend          | Naturpark                                              |                                 |
| Straßenaufschlüsse N von Garham (Ausbaustrecke B12)            |                | 272A012   | Röhrnbach Position                          | Passauer Wald             | Die beiden Straßeneinschnitte (Neubaustrecke B12) schneiden Mylonite südlich der Pfahllinie an. Im nördlichen Aufschluss sind Palite mit unterschiedlichen Deformationsgrad aufgeschlossen, die von einem Granitgang (zu Flammengranit deformiert) durchschlagen werden. Im südlichen Anschnitt durch den Staubbuckel sind die Gesteine weniger deformiert. Dort sind metatektische Gneise mit Amphibolitschollen, die von zahlreichen Gängen durchschlagen werden, aufgeschlossen. | 2500 500 × 5             | Typ: Gesteinsart, Metamorphes Gefüge, Störung Art: Mylonit, Gneis, Aplit                          | Böschung                       | wertvoll           | Landschaftsschutzgebiet, Naturpark                     |                                 |
| Sandgrube beim Brennfilz SW von Haidmühle                      |                | 272A013   | Frauenberger und Duschlberger Wald Position | Hinterer Bayerischer Wald | Die kleine Sandgrube erschließt Haidmühler Granit, der bis auf wenige rundliche Körper durch die Verwitterung zersetzt ist und sich als Sand abbauen lässt. Das Gestein ist aber noch im Verband, so dass die Gefügemerkmale nicht verloren gegangen sind. Nur nach oben hin biegen vertikale Strukturen (z. B. Klüfte, Gänge) in Richtung der Hangneigung um. Dieses Hakenschlagen ist auf Bodenfließen im Permafrostboden während der Kaltzeiten zurückzuführen. | 100 10 × 10              | Typ: Gesteinsart, Solifluktionserscheinung, Bodenprofil Art: Granitgrus, Granit                   | Kiesgrube/Sandgrube            | bedeutend          | Landschaftsschutzgebiet, FFH-Gebiet, Naturpark         |                                 |
| Straßenaufschlüsse an der St2132, NE von Grüb                  |                | 272A014   | Grafenau Position                           | Hinterer Bayerischer Wald | An der Staatsstraße westlich von Grafenau ist der nördliche Randbereich der Scherzone des Bayerischen Pfahls aufgeschlossen. Die Cordierit-Sillimanit-Kalifeldspat-Gneis-Varietäten sind unterschiedlich tektonisiert: teils proto- bis ultramylonitisch, teils kaum deformiert, teils kataklastisch. Neben metatektisch-schlierigem Gefüge mit Leukosomen kommen auch massig-körnige Gefüge vor. Die massig-körnig wirkenden Cordierit-Sillimanit-Kalifeldspat-Gneise sind meist quarzreicher oder silifiziert, oft auch kataklastisch überprägt, ihre Verwitterungsflächen zeigen eine charakteristische perlige Erscheinung, die im frischen Bruch nicht erkennbar ist. Immer wieder treten cm- bis dm- mächtige Ultramylonite auf. Stellenweise sind dm-mächtige, hellgraue Quarz-Gneis-Bänke als geschonte Bereiche in mylonitisierten Gneisen sowie dm- bis m-große Kalksilikatgesteins-Lagen und -Boudins erhalten. Selten kommen geringmächtige Lagen leukokrater Gneise mit Biotit-Granat-Aggregaten vor. | 4000 400 × 10            | Typ: Gesteinsart, Störung, Metamorphes Gefüge Art: Mylonit, Ultramylonit, Gneis                   | Böschung                       | bedeutend          | Landschaftsschutzgebiet, Naturpark                     |                                 |
| Felsen bei Hirschthalmühle an der Großen Ohe                   |                | 272A017   | Spiegelau Position                          | Hinterer Bayerischer Wald | Westlich der Brücke an der Großen Ohe ist Orthogneis mehrfach an dem nach Oberkreuzberg hinaufziehenden Weg aufgeschlossen. Die fein- bis mittelkörnigen Gesteine zeigen hier einen straffen Lagenbau aus Quarz-Feldspat- und Biotit-reichen Lagen. Zirkon-Datierungen benachbarter Vorkommen deuten auf ein unterordovizisches Alter der magmatischen Ausgangsgesteine hin. Die Felsfreistellungen liegen südwestlich des Weges, wo der Orthogneis eine deutliche Rippe bildet. Die Foliation fällt in nördliche Richtung ein. Das intensiv gefaltete Gestein erscheint nur wenig in Nord-Süd-Richtung geklüftet. Östlich der Brücke zieht auf einer Länge von etwa 80 m ein nach Süden scharf abbrechender Orthogneisrücken den Hang hinauf, der trotz seiner Wände von bis zu 6 m Höhe nur schwer vom Weg aus zu erkennen ist. Hier sind stellenweise scharf ausgebildete Kontakte aufgeschlossen. Der meist homogene Orthogneis wird in diesem Bereich von Quarz-Feldspat-Schlieren (vermutlich Leukosome) von bis 1,5 m Mächtigkeit sowie von Gneisschollen durchsetzt. | 3000 100 × 30            | Typ: Metamorphes Gefüge, Gesteinsart, Felswand/-hang, Falte/Mulde/Sattel Art: Gneis               | Hanganriss/Felswand            | wertvoll           | Landschaftsschutzgebiet, Naturpark                     |                                 |
| Mylonit-Profil im Straßeneinschnitt W von Grafenau             |                | 272A018   | Grafenau Position                           | Hinterer Bayerischer Wald | An der Staatsstraße St2132 ist eines der besten Profile durch die Scherzone des Bayer. Pfahls mit verschiedenen Tektoniten sowie dem Übergang von Ultramyloniten zu dunklen Diatexiten aufgeschlossen. Das Profil umfasst von S nach N Gesteine des Palit-Komplexes, Granite und Gneise, die unterschiedl. Deformationstypen zeigen: von kaum deformiert über protomylonitisch bis ultramylonitisch, sowie z. T. kataklastisch. Der Straßeneinschnitt besteht aus zwei großen Aufschlüssen, von bis zu 30 m Höhe, getrennt durch eine W-E-gerichtete Senke. Im N-Teil stehen bräunliche bis rötliche, wechselnd stark diaphthoritische Mylonite an, deren helle Farbe und porphyroklastisches Gefüge auf ein granitoides Ausgangsgestein hinweisen. Die mylonitische Foliation fällt steil bis saiger nach NNW bzw. SSW ein. Nach S ist das Gestein infolge sekundärer Silifizierung, mit wenige cm mächtigen, spindelförmig gestreckten bis bänderartigen Quarzlinsen, begleitet von einer hydrothermal bedingten Rötung, kompakter und massiger. Immer wieder kommen wenige dm-mächtige ultramylonitische Zonen vor.                                                                     | 0 keine Angabe           | Typ: Metamorphes Gefüge, Störung Art: Mylonit, Ultramylonit, Migmatit                             | Böschung                       | wertvoll           | Landschaftsschutzgebiet, Naturpark                     |                                 |
| Aufschluss an der Wolfsteiner Ohe unterhalb Schloss Fürsteneck |                | 272A019   | Fürsteneck Position                         | Passauer Wald             | Direkt am Fahrweg unterhalb Schloss Fürsteneck (Wanderweg Triftsteig) befinden sich mehrere Aufschlüsse von migmatitischen Gneisen (Heller Diatexit), die charakteristische Schollen von dunklen metamorphen Gesteinen enthalten. | 100 50 × 2               | Typ: Metamorphes Gefüge, Gesteinsart Art: Migmatit                                                | Böschung                       | wertvoll           | Landschaftsschutzgebiet, FFH-Gebiet, Naturpark         |                                 |
| Grübenfeld Grüben am Rachel                                    |                | 272G001   | Sankt Oswald-Riedlhütte Position            | Hinterer Bayerischer Wald | Die kleinräumigen Oberflächenformen dieses Grübenfeldes mit Gruben, Gräben und gestreckten wie kegelförmigen Hügeln gehen auf anthropogene Tätigkeit zurück. Historische Quellen deuten auf die Ausbeutung einer Seifengoldlagerstätte hin. Möglicherweise wurden später aber auch Quarzgerölle für die nahe gelegenen Glashütten gewonnen. | 120000 400 × 300         | Typ: Seifenwäscherei, Pinge/nfeld Art: Schotter                                                   | kein Aufschluss                | bedeutend          | Nationalpark, Bodendenkmal, Landschaftsschutzgebiet    |                                 |
| Quarzabbaugruben am Katzberg                                   |                | 272G002   | Neuschönau Position                         | Hinterer Bayerischer Wald | In den Gruben wurde von 1803 bis 1874 Quarz als Rohstoff für die umliegenden Glashütten gewonnen (REINER et al. 1995). Die Gruben liegen 80 m östlich eines ausgeschilderten Wanderweges am Katzberg, sind aber nur durch die Böschungen der Halden, sowie einige Felsfreistellungen im Cordierit-Sillimanit-Kalifeldspat-Gneis zu erkennen. Es handelt sich um insgesamt 5 aufgelassene Gruben von bis zu 35 × 15 × 9 m Größe. Die imposanten Schürfgräben sind teilweise bis zu 5 m tief und 25 m lang. In den hier abgebauten Gangquarzen existiert kein Aufschluss, aber in den umliegenden Halden findet sich der Quarz als Lesesteine. Das Nebengestein (Cordierit-Silimanit-Gneis) ist in kleinen Klippen und Blöcken aufgeschlossen. Die zahlreichen Quarz-Bruchstücke, die in und um die Gruben zu finden sind, zeigen eine weiße bis grauweiße Farbe, kaum Feldspat und wenig Nebengesteinsfragmente. Die Gruben bestehen aus einem heute trichterförmigen Abbaubereich und den vorgelagerten ausgedehnten Halden. Sie sind bedeutende historische Zeugnisse der regionalen Rohstoffgewinnung.                                                                                   | 20000 200 × 100          | Typ: Pinge/nfeld Art: Gangquarz, Cordierit-Sillimanit-Gneis                                       | Pinge                          | bedeutend          | Nationalpark, Landschaftsschutzgebiet, FFH-Gebiet      |                                 |
| Goldwaschplatz bei Riedlhütte (Grübenfeld)                     |                | 272G003   | Sankt Oswald-Riedlhütte Position            | Hinterer Bayerischer Wald | Grübenfelder, wie sie z. B. hier am Südrand des Großen Filzes auftreten, sind Überreste einer ehemaligen Goldgewinnung. Das Gold wurde aus Anreicherungszonen, den sogenannten Seifen, im Bereich von Flussablagerungen gewonnen. Dazu mussten die goldhaltigen Schotter ausgewaschen werden. Zurück bleiben charakteristische Geländeformen wie trichterförmige Gruben und Schürfgräben, meist in Verbindung mit Kanalsystemen. An diesem Grübenfeld wurde von der Gemeinde ein Goldwaschplatz eingerichtet. | 50000 500 × 100          | Typ: Seifenwäscherei Art: Kies                                                                    | Pinge                          | bedeutend          | Nationalpark, Bodendenkmal, Landschaftsschutzgebiet    |                                 |
| Mittelalterlicher Schmelzofen im Hochbuchet SE von Saldenburg  |                | 272G004   | Saldenburg Position                         | Passauer Wald             | Im Wald findet sich ein mehr als 50 m langer und 5 m tiefer Schürfgraben, aber keine Halden. Die Aufschlüsse zeigen einen ca. 3 m mächtigen, sehr feinkörnigen Rhyolithgang (Alkaliaplit) in grobkörnigem Saldenburger Granit. Überwiegend soll das Material in jüngerer Zeit zur Schotterproduktion beim Ausbau der B85 verwendet worden sein. Neben dem Abbau wurde ein alter Brennofen ausgegraben, dessen Innenverkleidung aus dem Rhyolith besteht. Die Brenntemperaturen waren so hoch, dass das Gestein angeschmolzen wurde. Durch eine C14-Analyse konnte die Betriebszeit des Ofens in die Zeit zwischen 1280 und 1460 datiert werden. Um einen Glasofen wird es sich nicht gehandelt haben, da keine Glasreste im Umfeld gefunden wurden. Allerdings geht eine Vermutung dahin, dass es sich um einen Frittofen handelte, in dem im Vorfeld der Glasproduktion das grobe Gemenge aus Flussmittel, Kalk und Quarz gesintert wurde. Auch der Ofen eines Alchemisten wird vermutet. | 250 50 × 5               | Typ: Hüttenwerk/Schmelzofen, Gesteinsart, Schurf Art: Rhyolith, Granit                            | Schurf                         | wertvoll           | Naturpark                                              |                                 |
| Grübenfeld an der Kalten Moldau                                |                | 272G005   | Frauenberger und Duschlberger Wald Position | Hinterer Bayerischer Wald | Das gut erhaltene Grübenfeld erstreckt sich von der Kiesau über die Marderau bis zur Lokalität Gruben auf 2,5 km entlang der Kalten Moldau. Als Grübenfelder werden die historischen Goldgewinnungsspuren bezeichnet, die in der Landschaft ein unruhiges Relief aus Trichtergruben, Schürfgräben, Hügeln, Rinnen und Wassergräben hinterlassen. Sie zeugen vom Auswaschen von Goldflittern aus den Flusssedimenten (Schotter, Sand). Später wurden aus diesen Arealen Quarzschotter gewonnen. | 1000000 2500 × 400       | Typ: Seifenwäscherei, Pinge/nfeld Art: Kies, Sand                                                 | kein Aufschluss                | wertvoll           | Bodendenkmal, Naturpark                                |                                 |
| Aufgelassenes Bergwerk am Redelberg                            |                | 272G006   | Schönberg Position                          | Hinterer Bayerischer Wald | Das Bergwerk bei Rendelmoos wird bereits von Flurl (1792) als aufgelassen und verfallen erwähnt. Ab etwa 1580 wurde hier erfolglos nach Silber, Kupfer und Blei im Pfahlquarz gesucht. Das verschüttete Mundloch mit einer Halde davor konnte 2001 ENE Hartmannsreit am Redelberg lokalisiert werden. | 0 keine Angabe           | Typ: Stollen Art: Gangmineralisation                                                              | Tunnel/Stollen/Schacht         | bedeutend          | Landschaftsschutzgebiet, Naturpark                     |                                 |
| Schrazlgang unter dem Gasthaus Klessinger in Hundsruck         |                | 272G007   | Saldenburg Position                         | Passauer Wald             | Der Schrazlgang im Keller des Gasthauses ist öffentlich zugänglich. Seine Erforschung ist mit Fotos, Plänen und einem Video erläutert. Erstmals 1449 urkundlich erwähnt soll der Erdstall rund 1000 Jahre alt sein. Der Gang im angewitterten Saldenburger Granit zeigt Verfärbungen durch Eisenabsätze an Kluftrissen oder entlang von Verwitterungsfronten. Der Schrazlgang ist als Bodendenkmal (mittelalterlich – frühneuzeitlicher Erdstall) erfasst (Denkmal-Nr. D-2-7246- 0158). | 0 keine Angabe           | Typ: Felsenkeller Art: Granit                                                                     | Felsenkeller                   | wertvoll           | Bodendenkmal, Naturpark                                |                                 |
| Trichtergruben und Grübenfeld des Goldabbaus bei Eisenbernreut |                | 272G008   | Perlesreut Position                         | Passauer Wald             | Abbaugruben und Seifenhügel in einem Waldstück entlang des Eisenbernreuter Baches sind Spuren einer vermutlich mittelalterlichen Goldgewinnung. Angebaut und ausgewaschen wurde eine residuale Goldseife – eine durch tiefgründige Verwitterung angereicherte ursprünglich primäre Goldvererzung in einem moldanubischen Diatexit. Die eckigen Goldkörner, die hier erwaschen wurden, sind praktisch nicht transportiert worden. Das Objekt steht als Bodendenkmal unter besonderem Schutz (Denkmal-Nr. D-2-7246-0160). | 250000 500 × 500         | Typ: Seifenwäscherei, Pinge/nfeld Art: Gneisgrus                                                  | Pinge                          | wertvoll           | Bodendenkmal, Landschaftsschutzgebiet, Naturpark       |                                 |
| Blockstrom Gsteinet E von Waldkirchen                          |                | 272R001   | Waldkirchen Position                        | Passauer Wald             | Die Freilegung der Blöcke erfolgte meist postglazial durch im Gebiet entspringende Quellbäche und Niederschlagswasser. Das Blockmeer ist eine für höhere Lagen der Mittelgebirge typische geomorphologische Bildung. | 17600 220 × 80           | Typ: Blockstrom Art: Granit                                                                       | Block                          | bedeutend          | Naturdenkmal, Naturpark                                |                                 |
| Saußbachleite S von Waldkirchen                                | weitere Bilder | 272R002   | Waldkirchen Position                        | Passauer Wald             | Im steilwandige Kerbtal (stellenweise Kerbsohlental) wurden die Solifluktionsdecken bis auf das Grobmaterial ausgeschwemmt, das in Form einer großen Anzahl von Blöcken im Bachbett zurückbleibt. | 180000 900 × 200         | Typ: Kerbtal, Blockstrom Art: Granit                                                              | Block                          | bedeutend          | Naturschutzgebiet, Landschaftsschutzgebiet, FFH-Gebiet |                                 |
| Buchberger Leite NE von Buchberg                               | weitere Bilder | 272R003   | Hohenau Position                            | Passauer Wald             | Auf einer Länge von ca. 2 km ist, inmitten eines canyonartigen, über 100 m tiefen Tales, einer der schönsten Aufschlüsse durch den Bayerischen Pfahl zu finden: verschiedene Stadien der Mylonitisierung, von weitgehend undeformiert bis Ultramylonit sind aufgeschlossen. In der Buchberger Leite ist gut nachzuvollziehen, dass der Bayerische Pfahl nicht immer verquarzt sein muss und dass er sich morphologisch in sehr unterschiedlicher Weise auswirken kann. Auffallend ist die Vielzahl der Wasserfälle. | 1000000 5000 × 200       | Typ: Schlucht, Störung, Schichtfolge Art: Kataklasit, Granit, Gangquarz                           | Prallhang/Flussbett/Bachprofil | wertvoll           | Landschaftsschutzgebiet, FFH-Gebiet                    | Bayerns schönste Geotope Nr. 26 |
| Steinernes Meer am Plöckenstein NE von Riedelsbach             | weitere Bilder | 272R004   | Pleckensteiner Wald Position                | Hinterer Bayerischer Wald | Das Blockmeer besteht aus mehreren Teilen. Blockmeere sind typische Bildungen des Periglazialraumes, bevorzugt werden höhere Lagen und Bereiche stärkerer Einstrahlung. | 1250000 1000 × 1250      | Typ: Blockmeer Art: Granit                                                                        | Block                          | bedeutend          | Naturschutzgebiet, Landschaftsschutzgebiet, FFH-Gebiet |                                 |
| Wackelstein SE von Loh                                         | weitere Bilder | 272R005   | Saldenburg Position                         | Passauer Wald             | Die Gipfelklippe der kleinen Bergkuppe weist einige Blöcke Saldenburger Granits mit starker Wollsackverwitterung auf. Dabei sind die Gesteinsfugen so stark erweitert, dass von dem Felsturm nur einzelne, vollständig getrennte Blöcke mit einer geringen Auflagefläche blieben. Der so genannte Wackelstein hat eine so schmale Auflagefläche, dass er durch menschliche Kraft zum Wackeln gebracht werden kann. | 12 4 × 3                 | Typ: Wollsackbildung, Felskuppe Art: Granit                                                       | Felshang/Felskuppe             | wertvoll           | Naturdenkmal, Landschaftsschutzgebiet, Naturpark       |                                 |
| Felskuppe am Steinmannbiegel in Draxlschlag                    |                | 272R006   | Sankt Oswald-Riedlhütte Position            | Hinterer Bayerischer Wald | Das Gestein der Gipfelklippe aus metatektischen Cordierit-Sillimanit-Kalifeldspat-Gneisen ist stark verfaltet. In Lagen ist aufgeschmolzenes Material von Quarz und Feldspat zu erkennen. Die langgestreckte Felskuppe ist in einzelne Blöcke zerfallen. Die Gneise zeigen verschiedene, teils schlierig-metatektische, teils massig-diatektische Gefüge, stellenweise führen sie kleine Granate. | 200 20 × 10              | Typ: Felskuppe, Metamorphes Gefüge, Gesteinsart Art: Cordierit-Sillimanit-Gneis                   | Felshang/Felskuppe             | bedeutend          | Naturdenkmal, Landschaftsschutzgebiet, Naturpark       |                                 |
| Felskuppe am Bauhof Draxlschlag                                |                | 272R007   | Sankt Oswald-Riedlhütte Position            | Hinterer Bayerischer Wald | Die Felsklippen auf dem von Quellhorizonten gesäumten Hochflächensporn bestehen aus metatektischen Cordiertit-Sillimanit-Kalifeldspat-Gneisen. Sie zeigen verschiedene, teils schlierig-metatektische, teils massig-diatektische Gefüge, stellenweise führen sie kleine Granate. Im Umfeld war früher der Sportplatz. Heute ist dort der Bauhof der Gemeinde (Materiallagerplatz). | 200 20 × 10              | Typ: Felskuppe, Metamorphes Gefüge, Gesteinsart Art: Cordierit-Sillimanit-Gneis                   | Felshang/Felskuppe             | bedeutend          | Naturdenkmal, Naturpark                                |                                 |
| Hoher Stein in Draxlschlag                                     |                | 272R008   | Sankt Oswald-Riedlhütte Position            | Hinterer Bayerischer Wald | Der Hohe Stein in Draxlschlag ist die Fortsetzung von Objekt 272R006 nach NW. Aufgeschlossen ist auch hier anatektischer Cordieritgneis. Da sich die eigentliche Felskuppe im Privatgelände befindet, sind die Aufschlüsse nicht unmittelbar zugänglich. Die Gneise zeigen verschiedene, teils schlierig-metatektische, teils massig-diatektische Gefüge, stellenweise führen sie kleine Granate. | 250 25 × 10              | Typ: Felskuppe, Gesteinsart, Metamorphes Gefüge Art: Cordierit-Sillimanit-Gneis                   | Felshang/Felskuppe             | bedeutend          | Naturpark                                              |                                 |
| Wollsackbildung W von Frauenberg                               |                | 272R009   | Haidmühle Position                          | Hinterer Bayerischer Wald | Die eindrucksvolle Gipfelklippe besteht aus grobkörnigem Kristallgranit (Haidmühler Granit). Die ausgeprägte Wollsack- und Matratzenverwitterung zeugt von der pleistozänen Erosion, bei der eine tertiäre Verwitterungsrinde bis zum festen Fels abgetragen wurde. | 160 20 × 8               | Typ: Wollsackbildung, Felskuppe Art: Granit                                                       | Felshang/Felskuppe             | wertvoll           | Naturdenkmal, Landschaftsschutzgebiet, Naturpark       |                                 |
| Felshang Gsteinet E von Hobelsberg                             |                | 272R010   | Grainet Position                            | Hinterer Bayerischer Wald | Die starke Blockbesprengung der Hänge resultiert aus der pleistozänen Frostverwitterung und Abdrift auf Solifluktionsdecken. Die Felsklippe und Felsblöcke bestehen aus anatektischen Cordieritgneis. | 450 30 × 15              | Typ: Felskuppe, Blockstrom Art: Cordierit-Sillimanit-Gneis                                        | Felshang/Felskuppe             | bedeutend          | Landschaftsschutzgebiet, Naturpark                     |                                 |
| Felskuppe SE von Haidmühle                                     |                | 272R012   | Haidmühle Position                          | Hinterer Bayerischer Wald | Die enge, oberflächenparallele Klüftung des grobkörnigen Kristallgranits bedingt die fladenförmige Verwitterungform. Die Klippen sind mit einer Kapelle und einem Glockenspiel überbaut. | 300 30 × 10              | Typ: Wollsackbildung, Felskuppe Art: Granit                                                       | Felshang/Felskuppe             | bedeutend          | Naturdenkmal, Landschaftsschutzgebiet                  |                                 |
| Kanzel im Nationalpark Bayerischer Wald NNE von Glashütte      | weitere Bilder | 272R013   | Hohenau Position                            | Hinterer Bayerischer Wald | Die Gipfelklippe ist an einem Wanderweg gelegen und dient als Aussichtspunkt. Das Ergebnis pleistozäner Erosionsvorgänge ist die Matratzenverwitterung, die der grobkörnige, flaserige Orthogneis zeigt. Hierbei entsprechen die flachen Blöcke und Platten der Klüftung und flaserigen Gesteinsstruktur. An der NE-Seite sind auch einige zellig- wabenförmige Verwitterungsstrukturen ausgebildet. | 320 40 × 8               | Typ: Felskuppe Art: Gneis                                                                         | Felshang/Felskuppe             | bedeutend          | Nationalpark, Naturdenkmal, Landschaftsschutzgebiet    |                                 |
| Kleinalmeyerschloss NW von Mauth                               |                | 272R014   | Schönbrunner Wald Position                  | Hinterer Bayerischer Wald | Die Bildung dieser steilen Granitklippen ist das Ergebnis verstärkter pleistozäner Erosion im Periglazialraum. Schwach texturiertes Gefüge und plattige Absonderung des Kristallgranits führen zu matratzenartigen Verwitterungskörpern. Die Felsklippen sind nur über aufgelassene Pfade zu erreichen (Kerngebiet des Nationalparks!). | 1000 50 × 20             | Typ: Felsburg, Wollsackbildung Art: Granit                                                        | Hanganriss/Felswand            | wertvoll           | Nationalpark, Naturdenkmal, Landschaftsschutzgebiet    |                                 |
| Großalmeyerschloss NW von Mauth                                | weitere Bilder | 272R015   | Schönbrunner Wald Position                  | Hinterer Bayerischer Wald | Die Felsklippen des Großalmeyerschlosses bestehen aus älterem Finsterauer Kristallgranit. Die Bildung dieser Felsfreistellung ist das Ergebnis verstärkter pleistozäner Erosion im Periglazialraum. Die Felsklippe ist geologisches Schauobjakt im Nationalpark Bayerischer Wald (Erläuterungstafel zur periglazialen Verwitterung im Aufstieg). | 2500 50 × 50             | Typ: Felskuppe, Wollsackbildung Art: Granit                                                       | Felshang/Felskuppe             | wertvoll           | Nationalpark, Naturdenkmal, Landschaftsschutzgebiet    |                                 |
| Blockmeer am Lusen                                             | weitere Bilder | 272R016   | Neuschönau Position                         | Hinterer Bayerischer Wald | Der gesamte Gipfelbereich des Lusen ist ein großes freiliegendes Blockmeer. Dieses größte Blockmeer im Nationalpark Bayerischer Wald ist durch pleistozäne Erosion der Verwitterungsrinde und der Zerlegung von anstehendem Gestein (fein- bis mittelkörniger Granit) vor allem durch Frostverwitterung entstanden. Dabei sind im oberen Bereich die Blöcke an Ort und Stelle zerfallen, ohne größeren Transport hangabwärts. So können Gänge im Streichen über das Blockmeer verfolgt werden. | 200000 400 × 500         | Typ: Blockmeer Art: Granit, Gneis                                                                 | Block                          | besonders wertvoll | Nationalpark, Landschaftsschutzgebiet, FFH-Gebiet      | Bayerns schönste Geotope Nr. 32 |
| Gletscherschliff im Reschwassertal NW von Schustersäge         |                | 272R017   | Schönbrunner Wald Position                  | Hinterer Bayerischer Wald | Der Block aus älterem Finsterauer Kristallgranit weist eine drumlinoide Zurundung auf sowie Schliffe und Kritzer an den Seiten. Der Findling ist geologisches Schauobjekt des Nationalpark Bayerischer Wald (Erläuterungstafel). | 4 3 × 2                  | Typ: Gletscherschliff, Findling Art: Granit                                                       | Block                          | wertvoll           | Nationalpark, Landschaftsschutzgebiet, FFH-Gebiet      |                                 |
| Teufelsloch NE von Waldhäuser                                  |                | 272R018   | Waldhäuser Wald Position                    | Hinterer Bayerischer Wald | Im schluchtartig engen Kerbtal des Oberlaufes werden die Hänge und der Talgrund von einem Blockmeer eingenommen. Hier fließt der Bach unsichtbar unter den Blöcken. Talabwärts kommt es zur Aufweitung des Kerbtales, die Blockbestreuung wird lückiger, die Blöcke sind z. T. nur vom Anstehenden verkippt und wenig transportiert. In den steilsten Lagen scheint die Blockbildung rezent anzudauern. | 32000 400 × 80           | Typ: Kerbtal, Blockmeer Art: Granit                                                               | Block                          | wertvoll           | Nationalpark, Landschaftsschutzgebiet, FFH-Gebiet      |                                 |
| Rachelsee Kar E vom Großen Rachel                              | weitere Bilder | 272R019   | Sankt Oswald-Riedlhütte Position            | Hinterer Bayerischer Wald | Das Rachelsee-Kar mit seinen steilaufragenden, ca. 300 m hohen Karwänden ist das größte und am besten zu erreichende Kar im Nationalpark. Das Kar war in zwei Nischen geteilt (Rachelsee + Alter See), deren Firneis sich zu einem Gletscher vereinigte. | 960000 800 × 1200        | Typ: Kar Art: Moräne, Gneis                                                                       | Hanganriss/Felswand            | besonders wertvoll | Nationalpark, Landschaftsschutzgebiet, FFH-Gebiet      |                                 |
| Bärenriegelkar NW von Finsterau                                |                | 272R020   | Mauther Forst Position                      | Hinterer Bayerischer Wald | Das Kar des Schwarzbach-Gletschers besitzt eine ausgeprägte Form. Die Karwände sind über 200 Meter hoch, der ehemalige Kar-Moränensee ist verlandet. Heute wird der Karboden von einem Übergangsmoor eingenommen, welches von einigen Neben- und Quellarmen des Großen Schwarzbaches durchflossen wird. | 80000 400 × 200          | Typ: Kar Art: Moräne                                                                              | kein Aufschluss                | wertvoll           | Nationalpark, Landschaftsschutzgebiet, FFH-Gebiet      |                                 |
| Moränenwälle SE vom Großen Rachel                              |                | 272R021   | Sankt Oswald-Riedlhütte Position            | Hinterer Bayerischer Wald | Die Wallmoränen des südlichen Rachelgletschers, die Seitenmoränen des Gletschers des Alten-See-Kares, des Rachelsee-Kares und des Hochgfeichtet-Karoides vereinigen sich hier zu zwei großen Mittelmoränenzügen. Seiten-, Stirn- und Mittelmoränenbilden zahlreiche Wälle, deren genaue Festlegung und Parallelisierung der Rückzugsstadien z. T. noch nicht möglich ist. Eiszeitwanderweg mit Schautafeln des Nationalparks. | 12000 1200 × 10          | Typ: End-(Wall-)Moräne Art: Moräne                                                                | kein Aufschluss                | bedeutend          | Nationalpark, Landschaftsschutzgebiet, FFH-Gebiet      |                                 |
| Pfahl an der Thomasleite S von Kapfham                         |                | 272R022   | Grafenau Position                           | Passauer Wald             | Der Aufschluss ist über den Feldweg von Kapfham aus zugänglich, an dessen Ende sich ein Wanderparkplatz befindet. Die Felsrippe verläuft etwa in Ost-West-Richtung. Im Osten bestehen die Felsen fast ausschließlich aus grauer bis beigegrauer Quarz-Gangbreccie des Bayerischen Pfahls, die trotz ihrer engständigen Klüftung durch sekundäre Silifizierung recht kompakt ist. Im W besteht die Felsrippe überwiegend aus Ultramylonit, der stark silifiziert bzw. mit scharf begrenzten Quarzschlieren durchsetzt ist. Der Aufschluss ist im N von Pfahlschiefern begleitet, am SE-Rand alter Abbau im Ultramylonit (Wetzschiefer?). Ein kleiner Abbau (Quarzbruch) liegt am ausgeschilderten geschichtlichen Wanderweg der Gemeinde Ringelai. | 8800 110 × 80            | Typ: Härtling, Felskuppe, Steinbruch/Grube Art: Gangquarz, Ultramylonit                           | Felshang/Felskuppe             | bedeutend          | Landschaftsschutzgebiet, Naturpark                     |                                 |
| Pfahl E von Augrub                                             |                | 272R023   | Schönberg Position                          | Hinterer Bayerischer Wald | Der undeutliche Härtlingszug aus Quarz-Gangbreccie des Bayerischen Pfahles zwischen Augrub und der Kehre Bei der Quetsch weist einige alte, zum Teil verfüllte Quarz-Abbaustellen auf. Die Quarz-Gangbreccie ist intensiv geklüftet und zerfällt oft kleinstückig. Hier liegt auch eine rekultivierte Halde mit Industrieglasabfällen der nahen, ehemaligen Glashütten. Anstehender Pfahlquarz ist am besten in den zwei größeren, bereichsweise nicht öffentlich zugänglichen Gruben zu finden. | 112000 1400 × 80         | Typ: Härtling, Steinbruch/Grube Art: Gangquarz, Ultramylonit                                      | Hanganriss/Felswand            | geringwertig       | Landschaftsschutzgebiet, Naturpark                     |                                 |
| Gipfelklippen am Dreisesselberg                                | weitere Bilder | 272R024   | Neureichenau Position                       | Hinterer Bayerischer Wald | Der Gipfelbereich des Dreisesselberges wird von einer Gruppe imposanten Felsburgen eingenommen. Die bekanntesten sind der Dreisesselfels und der Hochstein, die beide durch Stufen erschlossen sind. Die Felsfreistellungen zeigen einen gut gebankten Granit mit mittel- bis grobkörniger Grundmasse. An den Trennflächen konnte die Verwitterung angreifen und hat das typische Erscheinungsbild der Wollsackverwitterung geschaffen. Im Umfeld der Felsburgen finden sich lose Blockfelder. | 50000 500 × 100          | Typ: Felsburg, Wollsackbildung, Gesteinsart Art: Granit                                           | Felshang/Felskuppe             | wertvoll           | Naturschutzgebiet, Landschaftsschutzgebiet, FFH-Gebiet | Bayerns schönste Geotope Nr. 58 |
| Steinklamm S von Spiegelau                                     | weitere Bilder | 272R025   | Spiegelau Position                          | Hinterer Bayerischer Wald | Südlich Spiegelau verlässt die Große Ohe die tertiäre Basisrumpffläche. Sie hat sich dort durch fluvioglaziale und fluviatile Erosion in Form eines V-Tales tief in die Landschaft eingeschnitten. Im Lauf der so genannten Steinklamm überwindet der Fluss eine Vielzahl kleiner Wasserfallstufen. Im unteren Bereich, in einem klammartigen Abschnitt, kann in dem Felsbett aus Gneis ein vielfältiger Formenschatz fluviatiler Erosion beobachtet werden: z. B. Fließrinnen, Kolke, Strudellöcher, Glättungen. | 20000 1000 × 20          | Typ: Kerbtal Art: Cordierit-Sillimanit-Gneis, Kalksilikatfels                                     | Prallhang/Flussbett/Bachprofil | wertvoll           | Landschaftsschutzgebiet                                |                                 |
| Hessenstein SW von Klingenbrunn                                |                | 272R026   | Eppenschlag Position                        | Hinterer Bayerischer Wald | Der Gipfelbereich des Hessensteins besteht aus auffällig grobkörnigem Gneis, der eine imposante Gipfelklippe mit sehr weit fortgeschrittener Wollsackverwitterung stellt. Durch die Verwitterung, die vornehmlich an den Kanten angreift und entlang von Trennflächen fortschreitet, erhalten die Felsen die typischen rundliche Formen der Wollsäcke. Der grobkörnige Gneis ist granatführend. | 4500 150 × 30            | Typ: Felskuppe, Wollsackbildung Art: Gneis                                                        | Felshang/Felskuppe             | bedeutend          | Landschaftsschutzgebiet, Naturpark                     |                                 |
| Ginghartinger Bach E von Ginghartinger Mühle                   |                | 272R027   | Thurmansbang Position                       | Passauer Wald             | Auf der Sohle des Tälchens, durch das der Ginghartinger Bach fließt, lagern einzelne, große Blöcke aus Kristallgranit (Saldenburger Granit, teils > 5 m³). Die Blöcke dieses losen Blockstroms, der vom Ginghartinger Bach durchströmt wird, zeugen von ausgedehntem Bodenfließen im Periglazialbereich während der Kaltzeit. Die Blöcke haben ihre heutige Position als Wanderblöcke erreicht. | 25000 500 × 50           | Typ: Solifluktionserscheinung, Bach-/Flusslauf Art: Lehm, Granit                                  | kein Aufschluss                | wertvoll           | Landschaftsschutzgebiet, Naturpark                     |                                 |
| Steinernes Kirchlein NNE von Entschenreuth                     | weitere Bilder | 272R028   | Thurmansbang Position                       | Passauer Wald             | Im gesamten Umfeld finden sich zahlreiche Felsfreistellungen mit starker Wollsackverwitterung. Während des Tertiärs wurde das Gestein tiefgründig verwittert. Nur im Bereich kompakterer Granitkuppen konnte die Verwitterung nicht so rasch fortschreiten. Während des Quartärs wurden die Verwitterungsdecken abgetragen. Zurück blieben nur die intakten Felsbereiche. Das Felsensemble aus rundlichen Granitblöcken beim Steinernen Kirchlein bildet kleine Höhlungen, Nischen und Felsgassen. | 1000 40 × 25             | Typ: Wollsackbildung, Felskuppe Art: Granit                                                       | Felshang/Felskuppe             | wertvoll           | Landschaftsschutzgebiet, Naturpark                     |                                 |
| Geistlicher Stein NW von Ringelai                              | weitere Bilder | 272R029   | Grafenau Position                           | Passauer Wald             | Am Geistlichen Stein erlauben mehrere imposante Felsklippen, die bis zu 40 m aus dem Hang herausragen einen schönen Ausblick nach SW in den Talkessel auf Ringelai. Die Felsen aus granitisch-granodioritischen Dunklen Diatexiten (Palite: tektonisch deformierte Gesteine der Mylonitzone im Umfeld der Störungszone des Pfahls) zeigen markante Wollsackverwitterung. Das Gestein hier besitzt einen granitischen Habitus. In einer grobkörnigen Matrix schwimmen zahlreiche große Feldspatkristalle. | 600 40 × 15              | Typ: Felsturm/-nadel, Wollsackbildung Art: Migmatit                                               | Felshang/Felskuppe             | wertvoll           | Landschaftsschutzgebiet, Naturpark                     |                                 |
| Hochmoor Abrahamsfilz bei Theresienreuth                       |                | 272R030   | Leopoldsreuter Wald Position                | Hinterer Bayerischer Wald | Der Abrahamfilz ist ein bis zu 6 m mächtiges Hochmoor mit großflächigem aufgelassenen Torfstich im Zentrum. Im Osten findet sich eine offene Hochmoorfläche, im Westen ist ein Teil bewaldet (Aufforstung und Moorwaldbestand). An den Rändern der Torfgrube können bis zu 2 m hohe Torfprofile eingesehen werden. | 200000 500 × 400         | Typ: Hochmoor, Schichtfolge Art: Torf                                                             | Tagebau                        | bedeutend          | Landschaftsschutzgebiet, FFH-Gebiet, Naturpark         |                                 |
| Felswandergebiet im Nationalpark Bayerischer Wald W von Mauth  | weitere Bilder | 272R031   | Schönbrunner Wald Position                  | Hinterer Bayerischer Wald | Im Bereich des Felswandergebiets im Nationalpark Bayerischer Wald ist das gesamte Umfeld um die Kleine Kanzel mit Gneisklippen und Blöcken übersät. Südlich der Kleinen Kanzel am Wanderweg ist ein schöner Aufschluss in stark gefälteltem metatektischen bis anatektischen Cordierit-Gneis mit Einschlüssen von Kalksilikatfels. Das heutige morphologische Erscheinungsbild ist Ergebnis des pleistozänen Abtrags der Verwitterungsdecken und der damit verbundenen Felsfreistellung. | 1000 50 × 20             | Typ: Felsgruppe, Gesteinsart, Metamorphes Gefüge Art: Cordierit-Sillimanit-Gneis, Kalksilikatfels | Felshang/Felskuppe             | bedeutend          | Nationalpark, Landschaftsschutzgebiet, FFH-Gebiet      |                                 |
| Dioritklippen an der Garsleite SE von Kollberg                 |                | 272R032   | Röhrnbach Position                          | Passauer Wald             | Die zahlreichen Dioritklippen im Wald weisen fast durchwegs ein orientiertes, schräg in den Hang einfallendes Trennflächengefüge auf. Die dunklen Diorite zeigen in einer feinkörnigen bis dichten Grundmasse helle Feldspatkristalle und Biotitnester. In das Gestein sind sowohl konkordant als auch diskordant zahlreiche helle Aplite als Gänge oder unregelmäßig geformte Körper eingedrungen. | 12500 250 × 50           | Typ: Felsgruppe, Gesteinsart, Lagerungsverhältnisse Art: Diorit, Aplit                            | Hanganriss/Felswand            | wertvoll           | Landschaftsschutzgebiet, Naturpark                     |                                 |
| Stelzerbach NE der Stelzermühle                                |                | 272R033   | Waldkirchen Position                        | Passauer Wald             | Unterhalb der Straße zur Stelzermühle ist eine klassische Mäanderschlinge des Stelzerbaches zu sehen. Am Prallhang am Zutritt eines Nebenbaches ist ein Bodenprofil durch die tertiäre/quartäre Verwitterungsdecke über dem Kristallin aufgeschlossen. Über völlig zersetztem Kristallin folgen eine Schuttlage sowie Sand und Ton, in denen Kristallinbrocken schwimmen. Die Bildungen sind intensiv gelb gefärbt. Nach Norden zeigt der Bach viele Mäanderschleifen. | 200000 2000 × 100        | Typ: Mäander, Prallhang, Bodenprofil Art: Kristallingrus, Sand, Ton                               | Prallhang/Flussbett/Bachprofil | bedeutend          | Landschaftsschutzgebiet, FFH-Gebiet, Naturpark         |                                 |
| Gipfelklippe Hoher Sachsen W von Grafenau                      |                | 272R034   | Grafenau Position                           | Passauer Wald             | Der Gipfel des Hohen Sachsen wird durch eine Gipfelklippe aus granitisch-granodioritischen dunklen Diatexiten mit Kalifeldspat-Großkristallen mit fast senkrechten Wänden gebildet. Nach unten schließt ein Blockfeld an. Die heutige Morphologie ist das Ergebnis der pleistozänen Erosion während der die tertiäre Verwitterungsdecke abgetragen und kompaktere Felspartien freigestellt wurden. Die Gesteinsklippen und -blöcke sind durchwegs stark bewachsen. | 240 30 × 8               | Typ: Felskuppe, Blockmeer Art: Migmatit                                                           | Felshang/Felskuppe             | wertvoll           | Landschaftsschutzgebiet, Naturpark                     |                                 |
| Einmündung der Wolfsteiner Ohe in die Ilz bei Fürsteneck       |                | 272R035   | Fürsteneck Position                         | Passauer Wald             | Enge Schlucht mit Felsfreistellungen, gut durch Wanderwege erschlossen. Aufgeschlossen ist ein heller Diatexit, der Metabasit-Schollen enthält und von einem Dacit-Gang durchschlagen wird. An mehreren Stellen entlang des Weges ist außerdem ein jüngerer Rhyolith-Gang aufgeschlossen. | 10000 200 × 50           | Typ: Schlucht, Felswand/-hang, Kontakt Art: Anatexit, Dacit, Rhyolith                             | Prallhang/Flussbett/Bachprofil | wertvoll           | Naturschutzgebiet, Landschaftsschutzgebiet, FFH-Gebiet |                                 |
| Felsen am Steinbühl-Gipfel S von Neudorf                       |                | 272R036   | Grafenau Position                           | Passauer Wald             | Im Gipfelbereich des Steinbühl steht eine Rippe aus Palit an, die zu einem kleinen Blockmeer zerfallen ist. Den Gipfel selbst bildet ein durch Wollsackverwitterung entstandener Wackelstein. Der Palit ist extrem mylonitisiert, was an den Blöcken teilweise gut erkennbar ist. | 1000 50 × 20             | Typ: Härtling, Blockmeer, Wollsackbildung, Metamorphes Gefüge Art: Gneis                          | Felshang/Felskuppe             | wertvoll           | Naturpark                                              |                                 |
| Erdställe (Schrazelgänge) in Waldkirchen                       |                | 272G009   | Waldkirchen Position                        | Passauer Wald             | Unmittelbar neben dem Parkplatz P3 (Jandelsbrunner Straße) in Waldkirchen befindet sich ein Erdstall, der bei der Anlage des Parkplatzes entdeckt und dabei teilweise zerstört wurde. Die beiden erhaltenen Teile sind die hintersten Teile der Gesamtanlage, die ursprünglich aus drei Seitenarmen bestand (Bild 4, aus: Der Erdstall 13). Sie wurden im stark vergrusten Hauzenberg-Hutthumer Granit ohne schweres Gerät handgeschrämt, was an der Ortsbrust des linken Seitenarms besonders gut zu erkennen ist (Bild 3). Die erhaltene Gesamtlänge beträgt etwa 16 Meter. Weitere Erdställe, sie werden auch als Schrazelgänge bezeichnet, befinden sich im Stadtgebiet von Waldkirchen. Diese sind jedoch nur über die Keller von Privathäusern zugänglich. Das Objekt am Parkplatz P3 ist dagegen im Rahmen von Stadtführungen für jedermann zugänglich. Informationen über das Bauamt im Rathaus (Rathausplatz 1) oder das Stadtarchiv im Bürgerhaus (Ringmauerstraße 14). Sowohl die genaue Entstehungszeit als auch der tatsächliche Zweck der Anlagen ist bis heute nicht sicher geklärt. Das Geotop steht als Bodendenkmal unter besonderem Schutz (Denkmal-Nr. D-2-7247-0188). | 16 16 × 1                | Typ: Felsenkeller Art: Granit, Granitgrus                                                         | Felsenkeller                   | wertvoll           | Bodendenkmal, Naturpark                                |                                 |
| Ochsenfels W der Saußmühle                                     |                | 272R037   | Waldkirchen Position                        | Passauer Wald             | Die Felsfreistellung Ochsenfels am Saßberg bei Saußmühle besteht aus massivem, mittelkörnigem Hauzenberg-Hutthumer Granit. Die Felswand wird offiziell als Kletterfelsen genutzt. Da das Plateau des Ochsenfels einen spätmittelalterlichen Burgstall trägt, dessen Halsgraben noch sehr gut erhalten ist, steht das Areal als Bodendenkmal unter besonderem Schutz (Denkmal-Nr. D-2-7247-0021). | 450 15 × 30              | Typ: Felsturm/-nadel Art: Granit                                                                  | Felshang/Felskuppe             | wertvoll           | Bodendenkmal, Landschaftsschutzgebiet, Naturpark       |                                 |